# 井上元有
井上 元有（いのうえ もとあり）は、戦国時代の武将。毛利氏の家臣。安芸井上氏は清和源氏の流れを汲む信濃源氏井上氏の支流。父は井上有景。初名は元景（もとかげ）。

## 生涯

### 毛利家中での活躍
安芸井上氏の井上有景の長男として生まれる。
天文9年（1540年）から始まる吉田郡山城の戦いに元有も参加し、9月12日の鎗分・大田口の戦いで渡辺通や門田宮内大輔らと共に尼子軍に勝利した。合戦後に記された鎗分での合戦における合戦注文において筆頭に「井上與三右衛門尉」の名が記されている。
天文11年（1542年）から始まる大内義隆の出雲遠征（第一次月山富田城の戦い）に毛利元就も大内方として出陣しており、元有もこの戦いに従軍する。
天文12年（1543年）4月30日に大内方についていた出雲国人が再び尼子方に味方したことで大内義隆は重臣たちと協議し、5月7日に大内軍は撤退を開始。毛利軍も尼子軍の追撃を受け、毛利軍と共に戦っていた大内氏重臣の杉隆宣が戦死したが、元有、井上大蔵左衛門尉、三戸元富、児玉就光、井上就重、赤川元保、赤川元秀、内藤六郎右衛門尉らが応戦して尼子軍を撃退した。その功により、5月12日に元就・隆元父子から感状を与えられた。
天文18年（1549年）12月7日、吉川氏一門の平城経好（後の市川経好）が粟屋元宗に対して吉川元春を奉戴することを毛利氏に対して誓う血判起請文を提出し、12月18日には元有、児玉元良、粟屋元宗に対して起請文の披露を依頼する書状を送っている。

### 安芸井上氏粛清事件
天文19年（1550年）7月12日、毛利元就による安芸井上氏粛清の手始めとして、元有が安芸国高田郡竹原に誘い出され、小早川隆景によって殺害された。翌7月13日には元有の長男・与四郎、弟の元重、元重の子の就義も居宅において殺害されている。また、井上元兼の長男・井上就兼が吉田郡山城に召し出されたところを桂就延に討たれ、井上元兼とその次男・井上就澄は元就の命を受けた福原貞俊と桂元澄に居館を包囲襲撃され自害している。
安芸井上氏が粛清された事情については元就が「井上衆罪状書」を記しており、元々は安芸国の国人であった安芸井上氏は、元有の伯父である光兼の代に毛利弘元に仕えて以後、毛利氏において重要な位置を占める一族となったが後も安芸井上氏の権勢は増していき、毛利興元の死後30余年に渡って傍若無人な振る舞いをしていたと元就は述べている。
その具体例の一つとして井上元有とその長男・与四郎の振る舞いを挙げており、ある時、元有の長男・与四郎が光永四郎右衛門尉の子・彦七郎と論争になった末に、怒りのあまり彦七郎の顔面を拳で殴り大いに辱めた。これを知った元就は与四郎の行動を憎むと共に、光永彦七郎が恥辱を受けながらもそれを雪ぐことが出来なかったことを遺憾とし、両者の父子に自刃を命じようとした。しかし、安芸井上氏は互いに結託して元就の命に従わないばかりか、光永四郎右衛門尉を斬殺してしまったという。
安芸井上氏の粛清により元有・与四郎父子を含む多くの井上氏与党が誅殺されているが、粛清の対象とならなかった者や粛清から逃れることに成功した者も多く存在しており、元有の次男である就正（孫兵衛）は出雲国へ逃れて尼子晴久・義久父子に仕え、尼子氏滅亡後の永禄10年（1567年）に毛利氏へ帰参した。また、三男の就勝には毛利元就の落胤説が存在し、粛清も免れている。